# Stockholms stads skotteböcker

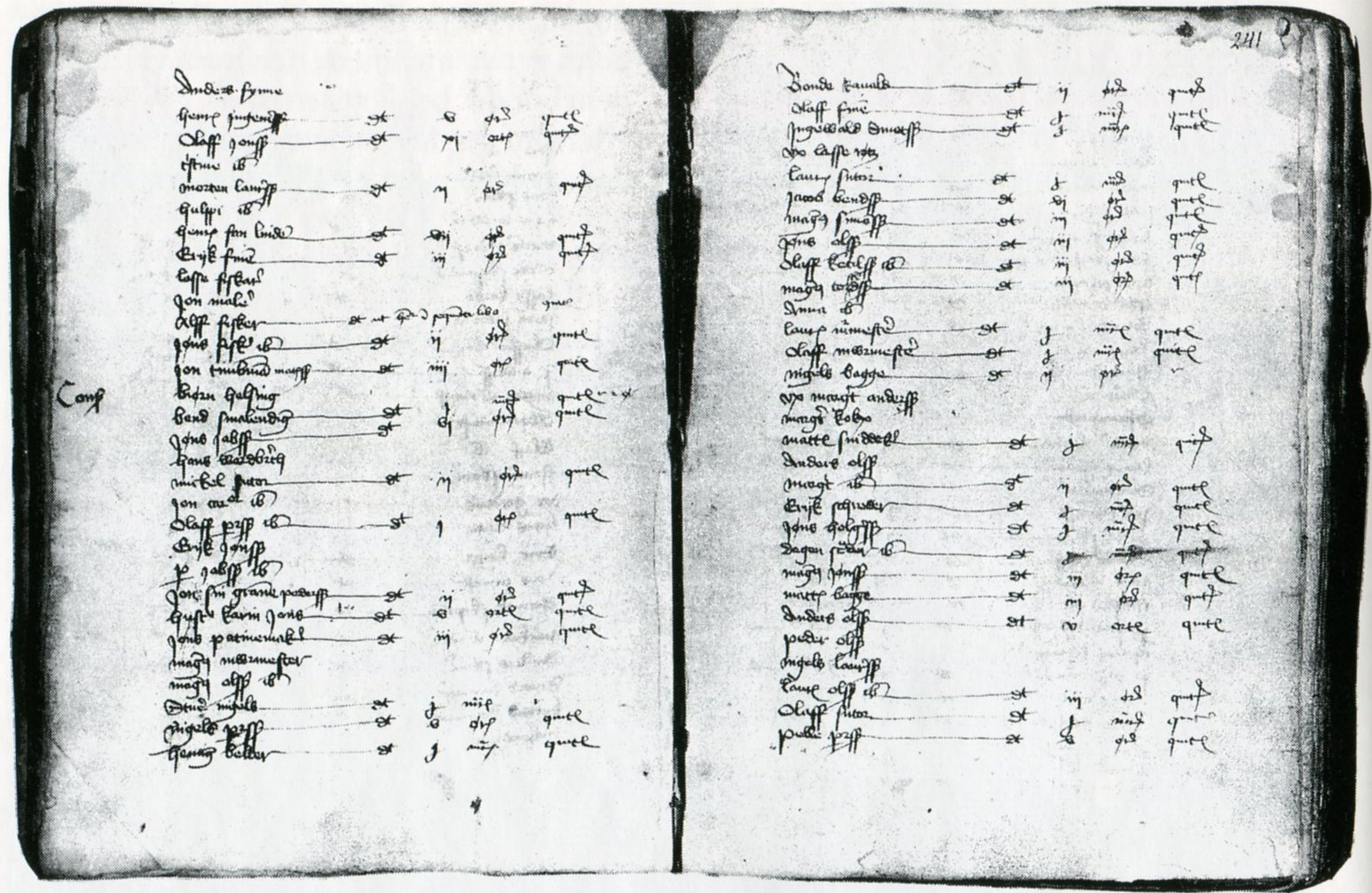
Stockholms skottebok 1460-1468, uppslag med 1463 års uppbörd i "Västra kvarteret". Originalsidans mått är 30x21 cm.

Stockholms stads skotteböcker var medeltida räkenskaper innehållande uppgifter om erläggande och förvaltning av skott (skatt) i Stockholms stad. Skottherren var den som drev in skatten och skotthuset var den lokal där skatten erlades.
I Stockholms Stads Skotteböcker (SSb) antecknades alla borgare, deras yrken och de skattebelopp som de årligen erlade. Skotteböckerna innehåller också räkenskaper över stadens utbetalningar. Skotteböcker finns utgivna för åren 1430, 1436, 1438, 1440, 1460-1473, 1501-1510 och 1516-1525. I Stockholms stadsarkiv finns tre volymer bevarade; 1460-1468, 1501-1510 och 1516-1525.
Beräkningsgrunderna för skottet är idag oklara, men troligen utgick det med 4 % på den beskattades köpmannens eller hantverkarens rörelsekapital som omfattade lager, pengar, silver, fordringar och i förekommande fall skepp och fastighetshyror. Skotten uppbars av fyra så kallade skottherrar, två var rådmän och två tillhörde allmänheten. Intäkten genom  skottpengarna redovisades för borgmästaren den 1 maj varje år, i samband med att det nya ämnesåret började. För uppbörden fanns en särskild lokal; skotthuset (dåtidens skattehuset). Dess läge är okänt men det kan förmodas att det låg i rådstugan.
Det finns anteckningar som berättar att en borgare 1478 hånade skottherren Olof Matsson i skotthuset och 1481 bötfälldes en annan medborgare för att han inte lytt skottherrarna i skotthuset. Det var även förbjudet att skicka hustrun istället för att själv infinna sig.
Skotteböckerna var också en sorts föregångare till dagens adressböcker. I dessa förtecknades skattepliktiga personer i Stockholm, sorterade efter bostad.